# Danh sách công ty Thái Lan
A B C D E F G H I J K L M N O P Q R S T U V W X Y Z

## A
- Advance Info Service (Nhà cung cấp dịch vụ điện thoại)
- Air Andaman (Hàng không)
- Air People International (Hàng không)
- Angel Airlines (Thailand) (Hàng không)
- Aquacheme (Hóa học)
- Auto Alliance Thailand (Sản xuất ôtô)
- Anatara Hotels (Khánh sạn)
- Air Thai (Hàng không)

## B
- Bangkok Airways (Hàng không)
- BBTV Channel 7 (Truyền thông)
- BEC-TERO (Truyền thông, giải trí)
- Beer Thai Company (Bia, thương hiệu bia Chang)
- Boon Rawd Brewery (Bia, thương hiệu bia Singha brand)
- Black Canyon (Cà phê)
- Be On Cloud ( Truyền thông,  giải trí )

## C
- Charoen Pokphand (Bán lẻ, agribusiness, viễn thông)
- Charoen Pokphand Foods (Agribusiness)
- Central Group (Bán lẻ, khánh sạn, property development)
- CAT Telecom (Bán lẻ, agribusiness, viễn thông)

## D
- Diana Department Store (Bán lẻ)
- Distar (điện tử)
- Dusit Thani Group (Hospitality)
- Dutch Mill (Sản xuất bơ)
- De Facto Asia co.,ltd. (Xuất khẩu trang sức)
- Domundi TV ( Truyền thông, giải trí )

## E
- EBON international (Bán lẻ, hospitality, khánh sạn)

## G
- GMM Grammy (Truyền thông, giải trí)

## H
- Halon Security (cung cấp công cụ bảo mật máy tính)

## I
- ITITEM (phân phối máy tính)

## J
- Jagtar (vải, lụa)
- Jim Thompson (lụa Thái Lan)

## K
- Krung Thai Bank (Ngân hàng, tài chính)

## L
- LPI Group of Companies (Racking System, Total Storage Solution Provider)

## M
- Major Cineplex (Giải trí)
- MCOT (Truyền thông)
- Merak Mail (Thailand) (Phần mềm)
- MK Restaurant
- Middleware Corporation (Máy tính)
- Modernform (Nội thất)

## N
- N 4 IT Solutions Co.,Ltd. (IT)
- Nok Air (Hàng không)
- Naraya (Vải)

## O
- One-Two-GO (Hàng không)
- Orient Thai Airlines (Hàng không)

## P
- Pankorn (Quảng cáo)
- PBAir (Hàng không)
- Phuket Air (Hàng không)
- Pranda (Nữ trang)
- PTT (Petroluem Operation)

## S
- Somphol Bedding and Mattress Industry Co.,Ltd. (Giường và nệm)
- Sansiri (Property Development)
- SF Cinema City (Giải trí)
- Shin Corporation (địa chất, công ty cổ phần)
- Shin Satellite (viễn thông)
- S&P Restaurants (Nhà hàng)

## T
- Thai Air Cargo (Hàng không)
- Thai AirAsia (Hàng không)
- Thai Airways International (Hàng không)
- Thai Pacific Airlines (Hàng không)
- Thai Summit (Sản xuất ôtô)
- Thai Jet (Hàng không)
- True Corporation (Viễn thông)
- TSK Crane Service (dịch vụ cần trục)
- Minor Group (Pizza)
- The Mall Group (Bán lẻ)

Xem thêm:
- Truyền thông Thái Lan
- Sàn giao dịch chứng khoán Thái Lan
- Kinh tế Thái Lan

Danh sách này không đầy đủ, bạn cũng có thể giúp mở rộng danh sách.